# 櫻田謙悟
櫻田 謙悟（さくらだ けんご、1956年2月11日 - ）は、日本の経営者。公益財団法人SOMPO美術財団理事長。前・SOMPOホールディングス株式会社取締役兼代表執行役会長グループCEO。

## プロフィール
東京都出身。
1978年（昭和53年）3月、早稲田大学商学部卒業後、安田火災海上保険式会社入社。
2005年（平成17年）7月、損害保険ジャパン執行役員金融法人部長。
2007年（平成19年）4月、株式会社損害保険ジャパン常務執行役員。
2007年6月、株式会社損害保険ジャパン取締役常務執行役員。
2010年（平成22年）4月、SOMPOホールディングス株式会社取締役常務執行役員。
2010年7月、SOMPOホールディングス株式会社取締役執行役員、株式会社損害保険ジャパン代表取締役社長執行役員。
2011年（平成23年）6月、SOMPOホールディングス株式会社取締役。
2012年（平成24年）4月、SOMPOホールディングス株式会社代表取締役社長社長執行役員。
2014年（平成26年）9月、損害保険ジャパン日本興亜株式会社代表取締役会長会長執行役員。
2015年（平成27年）4月、損害保険ジャパン日本興亜株式会社代表取締役会長。
2015年（平成27年）7月、SOMPOホールディングス株式会社グループCEO代表取締役社長社長執行役員（現職）、損害保険ジャパン日本興亜株式会社取締役会長。
2016年（平成28年）4月、損害保険ジャパン日本興亜株式会社取締役。
2024年（令和6年）1月26日、SOMPOホールディングスは櫻田が3月末で会長職とCEO職を退くと発表した。中古車販売大手ビッグモーターによる保険金の不正請求問題をめぐり、同社と損害保険ジャパンが25日に金融庁から業務改善命令を受け、経営責任を問われていた。

## 社外経歴
2013年（平成25年）4月、一般社団法人日本損害保険協会副会長。
2014年（平成26年）4月、一般社団法人日本損害保険協会会長。
2019年（平成31年）4月、公益社団法人経済同友会代表幹事。日本の中央財界史上、初めて、母体企業のCEOのまま財界トップとなった。従来は、利益誘導や利益相反を避けるため、過去すべての財界トップはCEOを退いてからの就任が慣行であった。
2019年5月、公益社団法人2025年日本国際博覧会協会副会長。
2021年秋にスタートした、岸田政権の新しい資本主義実現会議メンバー。
2023年（令和5年）4月、公益社団法人経済同友会終身幹事。

## 特筆的な発言など
〈時系列順とし、矛盾する発言や関連する発言は直後に配置した〉
2016年7月、櫻田は、グループCEO取締役社長として、2016年度から5年間の新たな中期経営計画をスタートさせ、そのプランにおいて、『（前略）新中期経営計画では、グループ経営理念である「お客さまの安心・安全・健康に資する最高品質のサービス」の具現化に向けたグループの目指す姿として「安心・安全・健康のテーマパーク」の構築を掲げました。（中略）それぞれの事業・サービスを魅力ある、特徴をもったアトラクションに進化・充実させていきます。国内損保事業におきましては、品質と事業効率をさらに高め、引き続きグループの中核事業として、グループ全体の成長エンジンの役割を果たしていきます。（後略）』と表明している。
が、2018年の東洋経済のインタビューにおいて、「SOMPOグループはどう変わっていくのでしょう。」と問われ、櫻田は、一転、「テーマパークのようにしたい。そこに『保険』の文字はない。テーマパークとは、抽象的な概念を目に見える形に変換するものだ。（中略）われわれもテーマパークにならないといけない。「昔は保険会社だった」みたいなね。」と答えている。
また、上記のインタビューにおいて、「CEOと経済同友会のトップは両立できますか。」と問われ、櫻田は「指名・報酬委員会から出た意見にジーンときた。『これくらい（代表幹事）の仕事はグループCEOのミッションとして考えていい。それくらいできなければダメだ』と。大変なプレッシャーを感じているが、そういうことだと思う。」と答えている。
が、2023年4月18日の経済同友会の退任前で最後となる定例記者会見において、「最終年度は多いときは8～9割の時間を同友会にあてていた」と発言している。
2019年1月、経済同友会の次期代表幹事に内定した際には、日本経済の現状について、競争や格差が悪であると見なす傾向がジャパンパッシングを招いたと説明した。
2019年3月、櫻田は、第25回未来投資会議において、全世代型社会保障に関し、「私ども経営に例えると、人件費を削減して、その削減した人件費を、物件費に使うことによって生産性を上げるということをやりたいわけであるけれども、今のやり方のようにと、いってみれば保険給付のインセンティブは保険給付関連にしか使えないという形であると、自由なアイデアが使えない。一般会計でも、例えば保障改革に関する費目に交付金を出せるような、広い範囲でもって出せるような設計としていただければ経営の知恵が使えるだろうと思う」と発言している。櫻田がCEOを務めるSOMPOホールディングスは子会社のSOMPOケアで介護などの事業に積極出資・進出している。
2019年9月24日、櫻田は日本記者クラブで会見し、10月1日に迫った消費税増税について「10%では（財政が）持たない。17%がよい」と語った。櫻田は国の予算の3分の1が社会保障に使われる現状を問題視。現役世代の負担増を抑えるため「痛みを伴う改革」の実現を政府に求めた。
2019年10月、インボイスに関しては肯定的な立場であり、「流通過程で溜まっている消費税が益税として残ることがないことを確認するためにもインボイス方式は可及的速やかに導入しなければならない。インボイス方式が世界的に見ても標準ということを念頭に置きながら、導入ありきで今後の議論を進めるべきである」としている。
2019年10月16日の経済同友会記者会見において、関西電力の金品受領問題に関して、「関西電力が結果的に3回の記者会見を行うことになり、最終的には会長・社長が辞任することになった。これらの3回の記者会見について、（企業が）社会に対する説明としてどうあるべきなのか、代表幹事の見解を伺いたい」と問われ、「今回の経緯を見る限りにおいて、事実を分かっていた、監査役も知っていた、取締役会には報告していなかったという事態は、どのように考えてもガバナンスが緩かったとしか考えられない。3回の記者会見を開いたということと、当初は否定されていたが、（会長・社長が）果たす責任から取る責任に変わったということであり、会長・社長が辞任されるということ自体は（ご自身の）ご判断である」と答えている。
が、2023年9月8日のビッグモーターをめぐる会見において、経営責任を問われた櫻田は「（進退は）社外調査委員会の報告で全貌が明らかになったら厳正に対処する。現時点で私が辞任する可能性はゼロ。やるべきことはまだたくさんある」と答えている。
2019年11月、ビジネスインサイダージャパンの「働く女性にメガネ禁止」を強いる企業があるという記事（同年10月25日竹下郁子）に反響が寄せられ、これについてどう思うかメディアに問われた桜田は以下のように答えている。「ナンセンスとしか言いようがないですね。私はメガネの女性好きなので。そういうこと言うと、またいけないのかもしれないけど」。これに対してこの記事のライターの窪田順生は、「ご自分でもよくわかっているように、これは「俺の好み」の問題ではない。が、1978年に社会人になった桜田氏は、どうしてもこの問題を「見た目」という枠組みの中で考えてしまうのだ。批判をしているわけではない。人はどうしても自分が生きてきた時代の価値観をベースに物事を考えてしまうものなのだ。」とコメントしている。一次原稿の筆者の竹下郁子もコメントを出している。
が、2023年4月18の経済同友会記者会見において、記者に「コンタクトレンズを最近お付けになっていない。やはり眼鏡が良いか。」と問われ、櫻田は「コンタクトレンズの顔があまり好きではなくなった（笑）。恐らく、年齢を重ねて、眉毛が薄くなったからだ。眼鏡のフレームがないとぼやけて迫力が出ない。眼鏡をかけているほうがシャキッとする気がする。周囲の意見を聞きながら、（コンタクトレンズは）ゴルフをするとき、運転時程度になった。大変重要な質問をありがとうございます（笑）。」と眼鏡を機能面でのみ答え、自身の眼鏡が作用するルッキズムには何も触れていない。
2020年、リーマンショックを超える年率-7.1%となった2019年10～12月期GDPの落ち込みに関しては、トランプ大統領の弾劾裁判などのさまざまな不安要因による「気」が原因であり、消費税の増税が原因ではないと独自の視点で分析。「財布の紐が（緩まない）というのは、これは消費税（が原因）だというが、私は前から申し上げているが、そうではない。（略）根底にあるのは、不確実性である。消費者にとっての不確実性というのは、明らかに社会保障制度である。」「ラグビーワールドカップを見て泣いてしまった。あれが私は「気」だと思う。ああいった「気」、元気を日本人はまだまだ必要としていると思う」と、TOKYO2020の開催を控える森喜朗にエールを送った。そして、「消費税問題、将来に対する視界不良も、まずはファクトを見て、しっかりと元気をつける」とし、消費税増税と社会保障費の削減によって日本人を元気づけることで消費を喚起できるとの見方を示した。
ラグビーワールドカップ2019の理事を務めた。
2020年4月、自民党若手有志が提案する経済対策としての消費税減税は「筋が悪い」との考えを表明している。
2021年2月16日の経済同友会定例記者会見において、森喜朗の東京五輪・パラリンピック組織委員会会長の辞任に対して、森氏について「一言でいうと論外」と一蹴した。この件に関連して、企業で女性の役員登用が進んでいないことについて、「女性側にも全く原因がない訳でもない」「与えられれば（チャンスを掴みにいく）という方はいるが、自ら（チャンスを）取りに行かれる方はまだまだ多くないように感じている」と発言した。
2021年6月30日の経済同友会記者会見において、三菱電機の検査不正問題に関して、「どのようなチェック体制を敷き、従業員に対する教育や指導を行えば、こうした問題はなくなっていくのか。受け止めも含めて伺いたい」と問われ、「ご指摘の点が従業員に対する教育やコーポレート・カルチャーであれば、それは従業員の問題ではなく、経営の責任になってくると思う。今回は安全に関わるものでないと説明されているが、ルールや契約上、「調べる」としているものを「調べたことにしてしまった」というのはあってはならないことだと思う。程度の問題はあるが、こういったことがより深刻な問題・事象や事件に発展していかないようにすることが大事である。コンプライアンスやガバナンスについては、経営が不断の努力をしていくしかない。自社でも、役員に対し、ある意味疑いの目をもって「報告を見る・聞く」ことをしないといけないと言っている。もちろん、自戒の念を含めてであるが、それしかない。特に株主総会の前にわかっていたのかもしれないことが、株主総会の時に一切説明がされなかったことは、株主にすると残念だったと思う。他山の石としたい」と答えている。
が、2022年6月27日、SOMPOHDは、定時株主総会をもって子会社の損保ジャパンから社外取締役をなくした。同日（株主総会終了直後か）に当時の損保ジャパン社長の白川は役員に「兼重社長のコメントを信頼するとしての、DRS解禁日の検討をよろしくお願いします」とのメールを送り、22年7月6日の役員ミーティングで入庫再開を決めることにつながっていった。
2023年は6月26日がSOMPOHDの株主総会で、櫻田がヒアリングシートの改ざんについて知ったのは23年7月の取締役会だという。
2021年10月12日、財務省の矢野康治事務次官が月刊誌『文芸春秋』2021年11月号に異例の寄稿を行い、直後に予定されていた第49回衆議院議員総選挙における政策論争を「バラマキ合戦」と批判し、選挙結果に影響を与えかねない行動をとったことに対し、「（寄稿で）書かれていることは１００％賛成だ」と述べ、矢野事務次官への支持を表明した。
2022年5月4日、ロシア外務省が入国禁止の対象者リストを発表、櫻田の名も掲載。経済人は櫻田のみ。
2022年7月、櫻田が「日本の平均賃金の低さを解消するためには、中小企業の数を減らす必要がある」（日テレNEWS 7月15日）という主旨のことを述べた、と日本テレビが報じた。損害保険界もかつては十数社でしのぎを削っていたが、現在は3メガ損保グループ4社に収れん、しかしカルテル体質が蔓延した。
2022年9月20日、経済同友会の機関誌の『経済同友』において、櫻田は成田悠輔と対談、その中で成田は物理学者のマックス・プランクの「科学は葬式のたびに進歩する」という言葉を引用し、「経済同友会解散、重鎮経営者の引退」を呼びかけた。成田によると明治維新や第二次世界大戦後の焼け野原からの再出発で共通していたのは、日本社会を支配していた重鎮たちがいなくなったことであるという。成田の発言に対して櫻田は「『経済同友会解散』は刺激的な言葉ですが、意図は大いに賛成します」と答えた。そして「重鎮経営者については自社の話しかできませんが、私自身ももう13年も自社のトップでしたので、今年の４月に持ち株会社は10歳下、保険会社は 15歳下に世代交代をしました。自分ができなかった動きをしている姿を見て、むしろ気持ち良さを感じましたね」とも語っている。
2023年4月18日の経済同友会記者会見において、櫻田は「政治との距離感についてどのように総括されるか」と問われ、「（経済同友会は）会員（の対象）が企業単位ではなく（個人である）点が、やはり特徴である。1946年当時の設立趣意書では、政治的立場は無色であるだけではなく、（「何れの政党からも自由」であり）是々非々でいずれ（の政党）とも付き合う旨が述べられている。つまりこれは、ロビー活動はしないということを意味すると思う。（中略）少なくとも本会は、設立趣意書を読む限りはロビー団体ではない」と発言している。
が、2020年4月16日、政府与党が新型コロナウイルスの感染拡大による緊急経済対策として国民1人あたりに10万円の現金を給付する検討に入ったことを受け、「電子マネーでの給付が望ましい」との考えを示し、現金給付では貯蓄に回る可能性もあるが電子マネーなら「消費を拡大するのにつながる」と強調した。
櫻田がCEOを務めるSOMPOホールディングスは電子マネーやビットコインによる決済などの事業に積極出資・進出している。
2023年5月、日本再興を掲げ、2023年は「失った30年を取り戻す最後のチャンス」としている。企業の社会的な存在意義を示す｢パーパス経営｣が重要であるとしている。
2023年、櫻田の、SOMPOホールディングスでの役員報酬は総額4億7700万円と、日本の上場企業でも最高峰の役員報酬となった。これは東京海上日動火災の3.6倍であり、2016年度の役員報酬からは4.58倍の増加幅となった一方、損保ジャパンは赤字転落、ベースアップも見送った。
が、2022年10月19日の経済同友会記者会見において、櫻田は「（インフレを）補塡する意味も含めて賃上げは必要だ」との考えを示している。
2023年7月13日、社内表彰制度の「第1回SOMPOアワード」の表彰式が行われた。大きな特徴といえるのが、失敗した社員も褒めるというもので、経済価値を生み出すといった結果が出なかった取り組みも表彰の対象にしている。櫻田はSOMPOアワードの冒頭で「どうせやるなら大きな失敗をやろうじゃありませんか」とメッセージを送り、社員を鼓舞した。
2023年9月8日、損害保険ジャパンと持株会社のSOMPOホールディングス（HD）が記者会見を開き、損保ジャパン社長の辞任を発表した。この場で、櫻田は暗赤色（どす黒い赤色）のネクタイを着用していた。このような趣旨の会見で暖色系の服装はあまり例を見ない。
2023年9月19日、金融庁はビッグモーターの保険金不正請求問題を巡り、同社と損害保険ジャパンへの立ち入り検査を行なった。検査官が本社機能がある損保ジャパン本社に入った。関係者にそれぞれ聞き取り調査して実態解明を進める。
金融庁は立ち入り検査の結果を踏まえて、ビッグモーターと損保ジャパンそれぞれに業務改善命令などの行政処分を検討している。検査は損保ジャパンの親会社SOMPOホールディングス（HD）も対象となる。
2023年10月10日にSOMPOホールディングスがビッグモーターの保険金不正請求問題に関する中間報告書を発表、これを報じた時事通信社は、記事中、『グループ内からは「『桜田王国』になっていた。意見を聞いてもらえない」（子会社幹部）との声も漏れる。』と報じている。

## 著書
『BUSHIDO CAPITALISM 武士道に学ぶこれからの資本主義のかたち』
かんき出版、ISBN 4761275871
「重要なポイントとなるのは、協力の精神と、謙虚さ、そして現実主義。さらには自分を信じる心や、大志、創造力の大切さも見えてくる。特に今、この複雑化し二極化した世界において、正しく営まれた企業は社会に利益をもたらす原動力となり得るのだということを、本書は教えてくれる。」（アマゾンの内容紹介より）